# トゥルーノース
『トゥルーノース』（インドネシア語: True North、英語: True North）は、2020年の日本・インドネシア合作のアニメーション映画。韓国系日本人の映画製作者の清水ハン栄治脚本・編集・監督・製作によるドラマ映画である。
北朝鮮の強制収容所に囚われた家族を英語で描いている。清水による韓国に亡命した元政治犯らへの取材を基に、10年間にわたり製作され、そのうち5年以上を資金調達と協力者集めに費やした。
2020年度アヌシー国際アニメーション映画祭で上映されて大反響を呼び、長編コントルシャン部門にノミネートされた。ナッシュビル映画祭で、長編アニメ部門グランプリ受賞。ワルシャワ国際映画祭で、フリースピリットコンペティション審査員特別賞受賞。プチョン国際アニメーション映画祭で、長編部門特別優秀賞受賞。レインダンス映画祭のポリティコ／ディスカバリー招待作品。第33回東京国際映画祭のワールドフォーカス部門招待作品。
「TRUE NORTH（トゥルーノース）」とは、「真に重要な目標」を指す英語の慣用句。自分がどの位置にいようともコンパスの針は常に北を指すことから「決して変わらない目指す方向、正しい方向」「生きる意味」という意味で使われるようになった。

## あらすじ
在日朝鮮人の帰還事業で1960年代に北朝鮮に渡った在日朝鮮人夫婦と、その子供である兄妹ヨハンとミヒはある日、父親が政治犯の疑いで逮捕されたことで母親共々強制収容所に入れられ、地獄のような凄惨な生活を送る。

## スタッフ
- 監督・脚本・プロデューサー：清水ハン栄治
- 制作総指揮：ハン・ソンゴン
- 制作：アンドレイ・プラタマ
- 撮影監督：メリータ・ブディマン
- 美術：ディアン・レスタリス・スパンディ
- 音楽：マシュー・ワイルダー
- 音響：コン・ソヌク

## キャスト
※全て声の出演。
- ジョエル・サットン
- マイケル・ササキ
- ブランディン・ステニス
- エミリー・ヘレス